# Vladímir Fedosséiev
|  | No s'ha de confondre amb el director d'orquestra Vladímir Ivànovitx Fedosséiev. |

Vladímir Vassílievitx Fedosséiev (rus: Влади́мир Васи́льевич Федосе́ев; 16 de febrer de 1995) és un jugador d'escacs rus que té el títol de Gran Mestre des del 2011.
A la llista d'Elo de la FIDE de l'octubre de 2020, hi tenia un Elo de 2696 punts, cosa que en feia el jugador número 12 (en actiu) de Rússia, i el número 42 del rànquing mundial. El seu màxim Elo va ser de 2733 punts, a la llista de l'octubre de 2017.

## Resultats destacats en competició
El 2010, empatà amb el segon (setè al final amb els desempats) al Memorial Txigorin.
El 2011, Fedosséiev va guanyar el Campionat de Rússia Sub-18 i va participar per primer cop a la Lliga més important del Campionat d'escacs de Rússia a Taganrog, on va fer 7 punts d'11 empetant al 4 lloc (12è en el desempat). En aquell any també va ajudar l'equip rus per guanyar l'or a l'Olimpíada d'escacs Sub-16 a Kocaeli puntuant 7 punts de 9. Aquest resultat li valgué la medalla de plata pel millor segon tauler.
El 2013, Fedosséiev va guanyar el Campionat d'Europa de la joventut Sub-18 en tots els controls de temps (clàssic, ràpid, llampec).
El 2014 va guanyar el bronze al Campionat d'Europa individual a Yerevan, per la qual cosa li valgué la classificació per a la Copa del Món de 2015. L'agost del mateix any, va acabar tercer en el "Lake Sevan" a Martuni, Armènia.
El gener de 2015, va guanyar el Memorial Vladimir Dvorkovich a Taganrog. A l'abril del mateix any, empatà amb el campió, tercer en el desempat, a l'Obert de Dubai amb 7 punts de 9 i va guanyar el torneig llampec amb 10 punts d'11. L'octubre va participar en la Copa del Món de 2015 on eliminà Baskaran Adhiban a la primera ronda i fou eliminat a la segona ronda per Aleksandr Grisxuk.
El març de 2017 va guanyar l'Aeroflot Open de Moscou, amb mig punt d'avantatge sobre Ievgueni Naier, Vladislav Kovalev i Nikita Vitiúgov.
Del 26 al 30 de desembre de 2017 va disputar el Campionat del món de semiràpides de 2017, disputat a Riad, Aràbia Saudita, i hi va compartir el primer lloc amb Viswanathan Anand amb 10½/15, tot i que finalment va perdre el torneig al desempat.